# Форе (коммуна)
Форе́ (фр. Forest), или Ворст (нидерл. Vorst) — одна из девятнадцати коммун, образующих вместе Брюссельский столичный регион. Занимает площадь 6,25 км². Населения коммуны составляет 53 418 человек (2015 год).

## История
История коммуны Форе берет свое начало в XII веке, когда некий Гилберт (Gilbertus), сын Болдуина с Алсте, перед тем, как отправиться в крестовый поход, попросил главу аббатства Афлингему Фулгенса построить монастырь для его матери и сестры, где они вместе с другими женщинами спокойно пережили бы время, в течение которого мужчины будут в крестовом походе.
Монастырь был построен 1105 году в долине реки Сенны в Суаньському лесу, на территориях, принадлежавших герцогу Брабанта, и назывались Ворстбос. Монастырь принадлежал бенедиктинцам.
Со временем у монастыря возникли крестьянские хозяйства, сначала образовался небольшой хутор, а затем село. В 1213 году начались процессы основания независимости монастыря. В 1238 году настоятельница монастыря получила от герцога Брабанта полную судебную и финансовую власть в пределах Ворстума. В 1245 году здешний монастырь стал независимым от Аффингемського аббатства. В XVIII веке монастырь был разрушен во время пожара и вновь отстроен в 1764—1765 годах. Архитектором новых сооружений монастыря был Лоран-Бенуа Девез (фр. Laurent-Benoît Dewez). В 1797 году, когда были отменены все монашеские ордена, монастырь был закрыт.
С 1394 года село входило в состав так называемого «брюссельского котла» (фламандск. Kuype van Brussel, нидерл. Kuip van Brussel, фр. Cuve de Bruxelles) и было тесно связано с Брюсселем в административных, судебных и налоговых вопросах.
Долгое время территория современной коммуны оставалась покрыта лесом. В 1831 году населения коммуны составил всего 993 человека, в 1900 году оно составляло 6099 человек.

## Известные уроженцы
- Раймон Гуталс (1921—2004) — футбольный тренер, который привёл «Олимпик Марсель» к победе в финале Лиги чемпионов в 1993 году.
- Поль ван ден Буйнантс (1919—2001) — политический деятель, премьер-министр Бельгии (1966—1968, 1978—1979).
- Жан Дельвиль (1867—1953) — художник-символист, писатель, оккультист и теософ.

## Иллюстрации

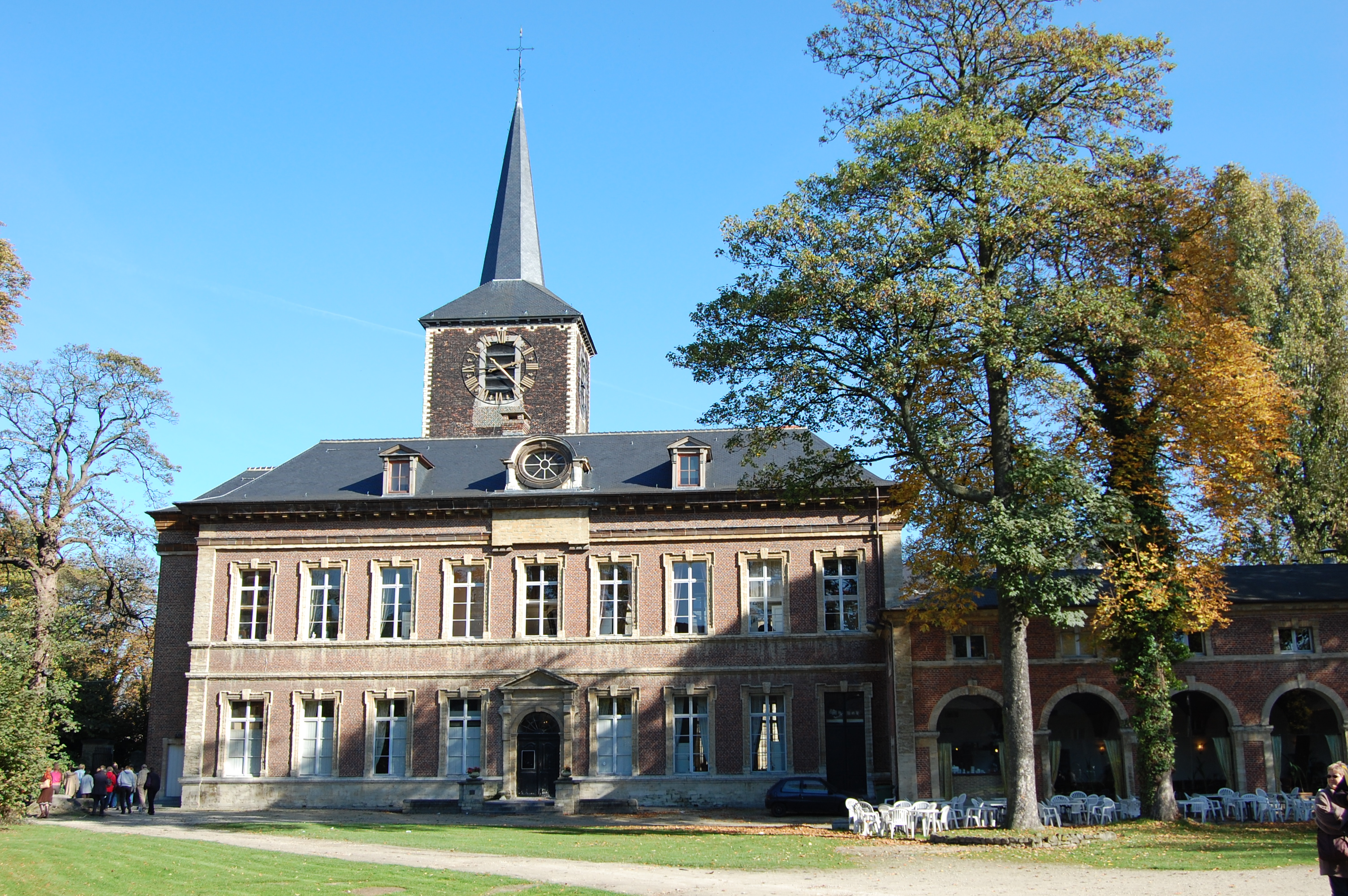
Женский монастырь, у которого возникло село Форе. Здания XVIII века. Закрыт в 1797 году
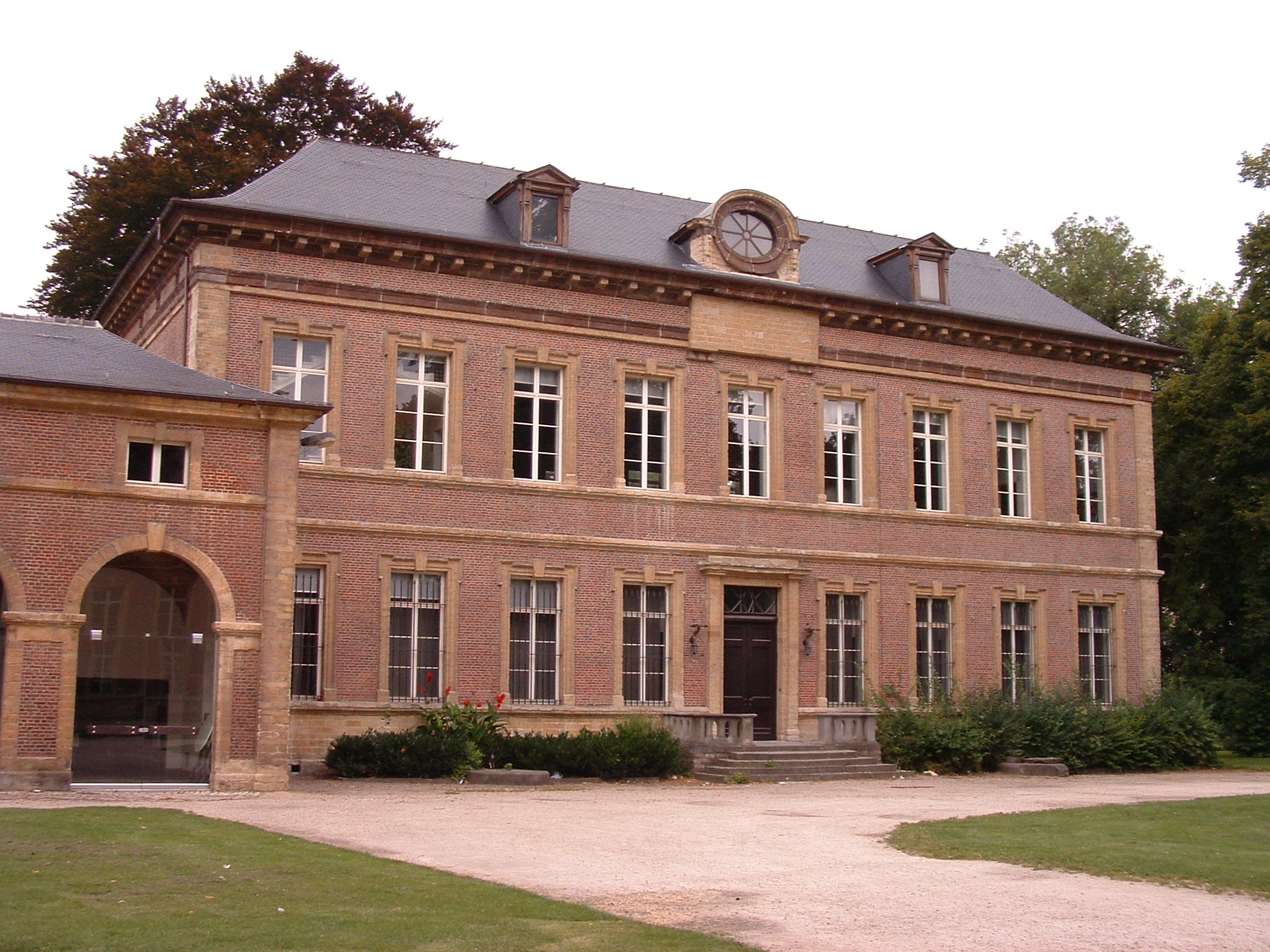
Аббатство Форе
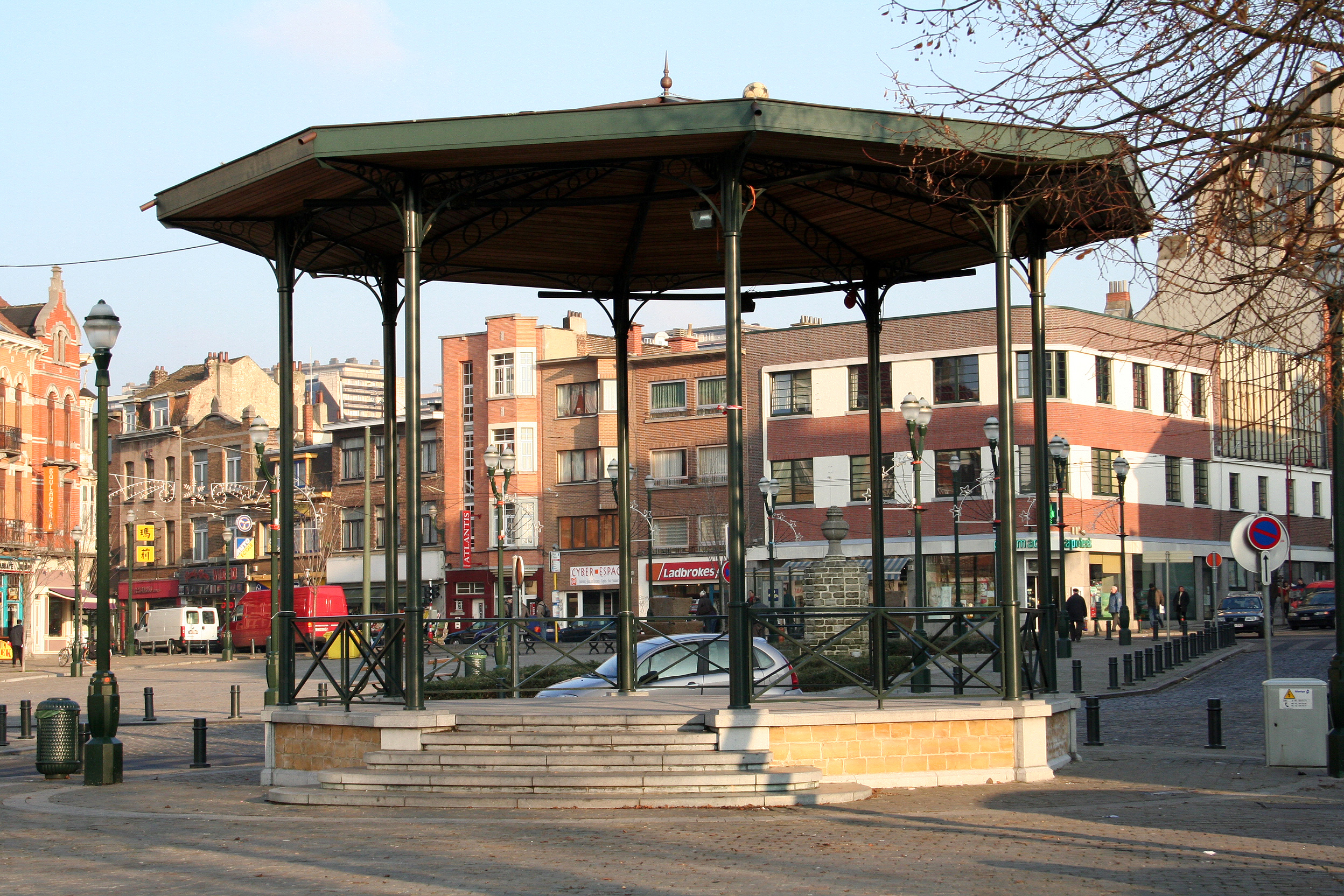
Киоск на площади Сен-Дени
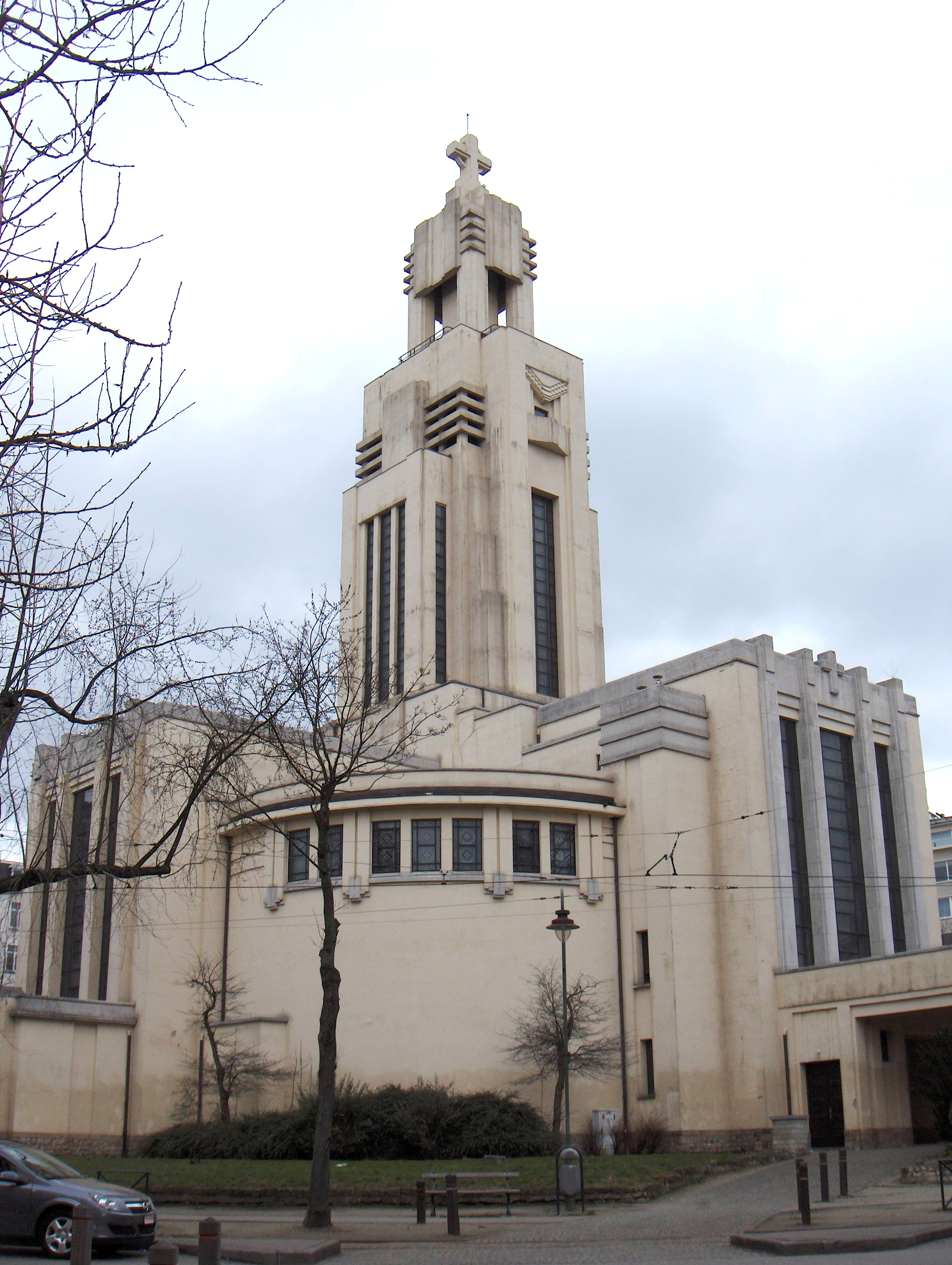
Церковь Святого Августина
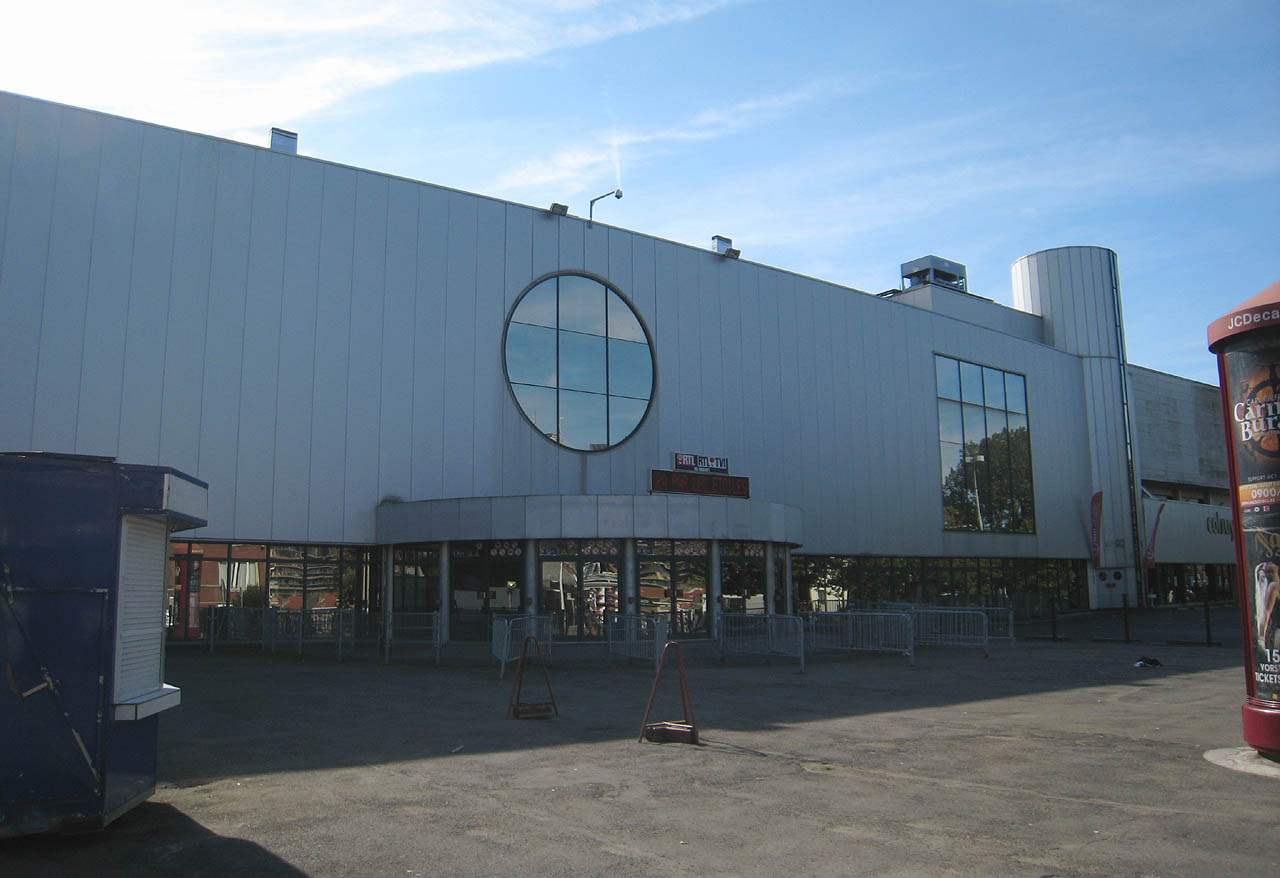
Концертная арена Forest National
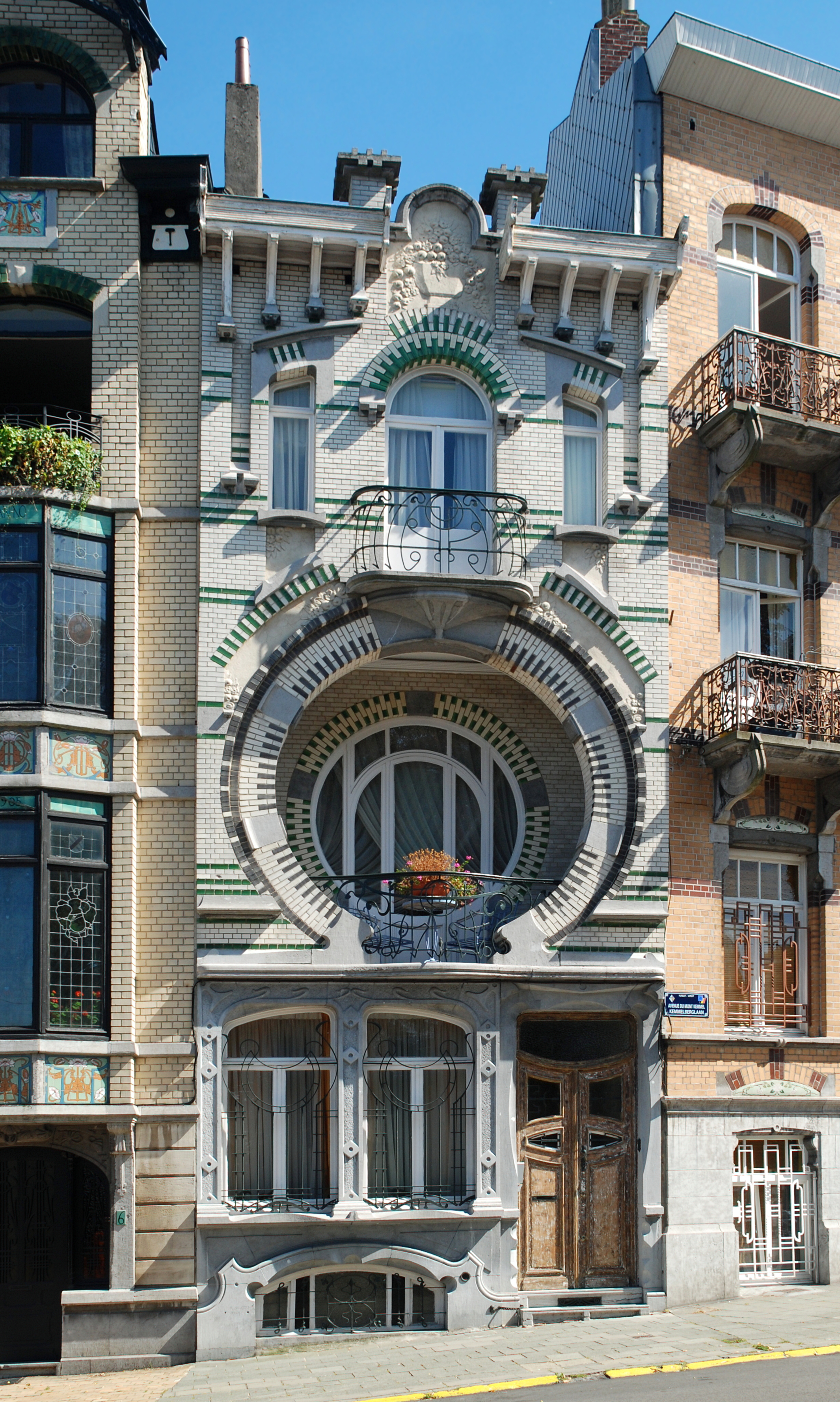
Дом Нелиссена, яркий образчик бельгийского модерна